# Бордюков, Михаил Михайлович
Михаил Михайлович Бордюко́в (род. 21 ноября 1931, Москва, РСФСР, СССР) — советский военачальник, военный инженер и учёный. Специалист в области динамики управляемого полёта; организатор разработки математического обеспечения для решения проблем баллистики ракетных комплексов. Заместитель начальника 4-го Центрального научно-исследовательского института Министерства обороны СССР (1987—1990). Генерал-майор. Лауреат Государственной премии СССР.

## Биография
Михаил Михайлович Бордюков родился 21 ноября 1931 года в Москве.
- 1949: окончил 10 классов мужской средней школы № 622 в Таганском районе г. Москвы с золотой медалью;[1]
- 1949—1953: учился на энергомашиностроительном факультете Московского энергетического института. Проявил склонность к исследовательской и конструкторской работе, активно участвовал в деятельности студенческого научного общества;

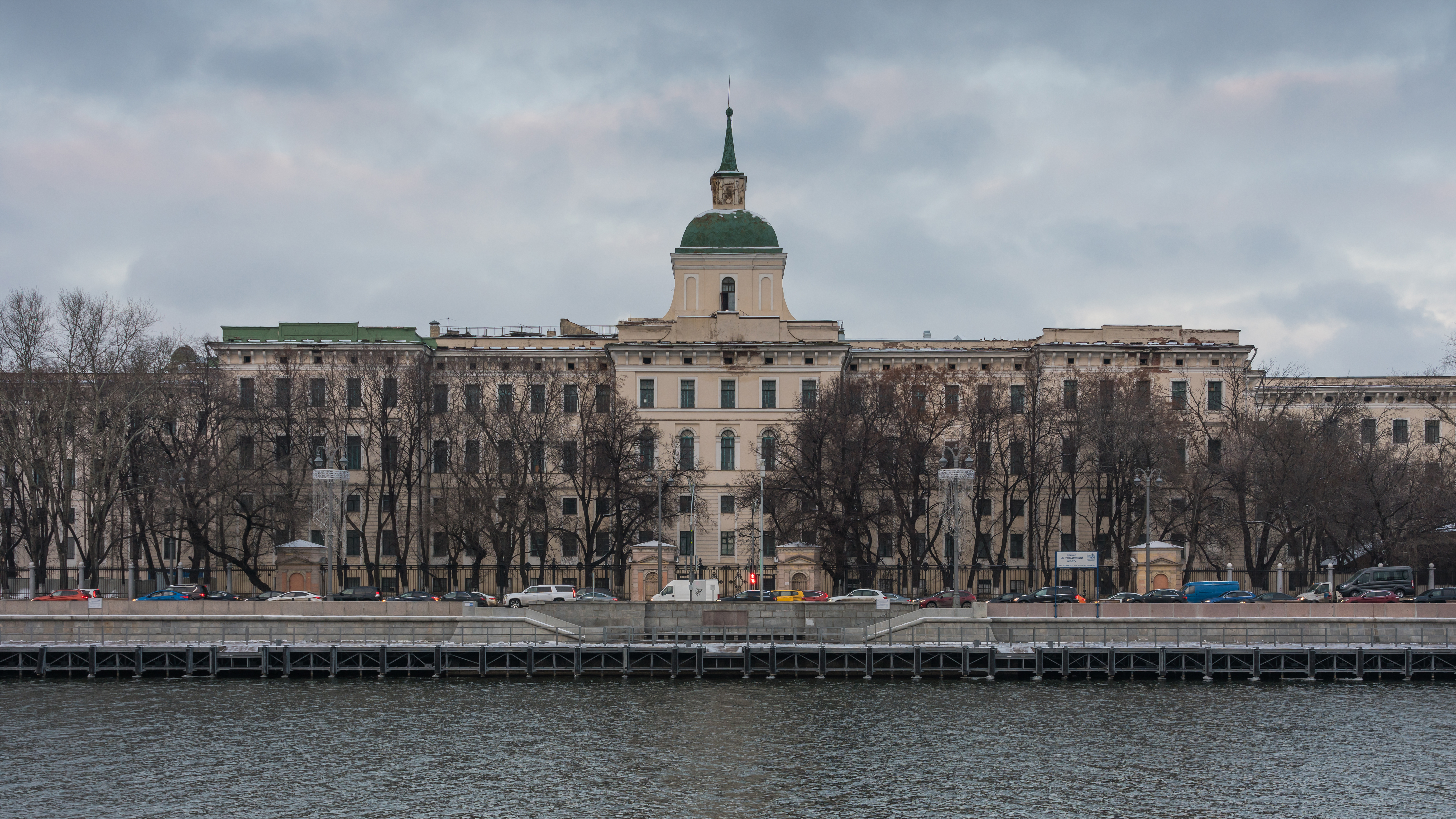
Военная академия РВСН им. Петра Великого
(бывшая Академия им. Ф. Э. Дзержинского)

- 1953: окончил 4 курса МЭИ[2] и был призван Первомайским РВК г. Москвы в кадры Советской Армии. В составе спецнабора определён слушателем 5-го курса факультета реактивного вооружения Артиллерийской академии имени Ф. Э. Дзержинского, с присвоением воинского звания «техник-лейтенант».[1][3]

«Речь идёт об истории так называемого «спецнабора». Такое название получили 900 студентов лучших технических ВУЗов страны, призванных в 1953 году на военную службу для того, чтобы удовлетворить потребность Вооружённых Сил в специалистах в области создаваемого новейшего вооружения — ракет».— Из Введения в статью «Спецнабор: история и значение» на сайте «Спецнабор-1953».
- 1954: окончил Академию им. Дзержинского, получив диплом с отличием и золотой медалью, квалификацию артиллерийского инженера-механика и воинское звание «старший инженер-лейтенант». Был направлен в НИИ-4 МО СССР;[5]
- 1954—1962: научный сотрудник, старший научный сотрудник, начальник лаборатории, заместитель начальника отдела института;
- 1962—1964: начальник баллистического отдела НИИ-4;
- 1964: защитил диссертацию на соискание учёной степени «кандидат технических наук»;
- 1964—1981: начальник отдела динамики и моделирования процессов управления полётом ракет;
- 1970: присвоено учёное звание старшего научного сотрудника по специальности «Теория стрельбы»;
- 1981—1987: начальник многопрофильного научного управления 4 НИИ МО;
- 1984: присвоено воинское звание «генерал-майор»;
- 1987—1988: заместитель начальника института по боевому применению, управлению и связи;
- 1988—1990: заместитель начальника 4 НИИ МО по математическому обеспечению;
- 1990: уволен из кадров Вооружённых Сил в запас;
- 1990—1992: ведущий научный сотрудник 4 ЦНИИ МО;
- с 1992 по настоящее время: учёный секретарь докторского совета и секретарь Учёного совета 4 ЦНИИ МО.

## Характеристика деятельности
С первого этапа работы в НИИ-4 М. М. Бордюков смог успешно использовать знания, полученные в МЭИ и в Академии им. Дзержинского, для решения актуальных задач динамики полёта ракет. Принял участие в ряде разработок, которые велись совместно с ОКБ-1 С. П. Королёва, НИИ-885 / НИИАП Н. А. Пилюгина, НИИ-88 (позже — ЦНИИМаш) и др. Среди решённых задач было определение структуры и параметров системы управления полётом создававшейся тогда ракеты Р-7, а также проектирование и лабораторная отработка автономных систем управления первых ракет М. К. Янгеля (Р-12, Р-14 и межконтинентальной Р-16).
К этому периоду относится освоение новых информационных технологий, ставших позже повседневной практикой, а тогда базировавшихся на ЭВМ первых поколений и специализированных моделирующих АВМ, порой «самодельных», но чрезвычайно эффективных.
Под руководством и при личном участии М. М. Бордюкова разработаны методические основы построения и исследования динамических моделей межконтинентальных ракет и ракет-носителей космических аппаратов. Созданная в отделе динамики и моделирования процессов управления полетом ракет уникальная база электронного моделирования обеспечила обоснование и контроль динамических характеристик объектов ракетного вооружения РВСН всех поколений, вплоть до 1990-х годов. Высокая эффективность методов, внедрённых в практику НИО МО и предприятий ракетно-космической отрасли, а также сделанный на их основе крупный вклад в укрепление обороноспособности страны, были отмечены Государственной премией СССР 1975 года.
В качестве специалиста, а также члена Государственных комиссий М. М. Бордюков был участником полигонных испытаний ряда ракетных комплексов: Р-16 (1961), 8К69 (1965—1967), УР-100Н УТТХ (1981) и средств траекторных измерений («Вега», 1973) в в/ч 11284 (ныне — космодромом Байконур).
Возглавляя многопрофильное научное управление института, Михаил Михайловия занимался организацией НИР и сам принимал участие в решении проблем баллистического обеспечения ракетных комплексов — подготовки данных на пуски, создания соответствующих математических программ, а также всего комплекса исследований систем управления полётом. Он внёс большой вклад в разработку и внедрение САПР в практику научных исследований. Наиболее крупные научно-технические результаты этого периода относятся к созданию и внедрению в РВСН высоконадёжной системы подготовки и контроля данных на пуски ракет (полётных заданий) на базе информационно-расчетной системы, интегрированной с системой боевого управления.
С 1964 по 1981 год в возглавляемом М. М. Бордюковым отделе были защищены четыре докторских диссертации и около тридцати кандидатских. Сам Михаил Михайлович, являясь ведущим специалистом института в области динамики управляемого полёта, осуществлял научное руководство подготовкой семи кандидатских диссертаций. Активно участвовал в работе советов по присуждению учёных степеней в 4 ЦНИИ и Военной академии РВСН.

## Признание
- Орден Трудового Красного Знамени (1989);
- Орден «Знак Почёта» (1957);
- медали;
- Государственная премия СССР (1975).

## Штрихи к портрету
Высокая научная квалификация М. М. Бордюкова была признана руководством ведущих конструкторских организаций и командованием РВСН; он неоднократно привлекался к расследованию причин нештатной работы образцов ракетной техники. Так было и летом 1980 года, когда при проведении в Саратовской дивизии пусков уже принятой на боевое дежурство ракеты УР-100Н были получены значительные отклонения боевых частей — на первый взгляд, труднообъяснимые. Вспоминает начальник Главного управления эксплуатации ракетного вооружения:

«…была образована аварийная комиссия. Председателем её совместным приказом МОМ и РВ назначили меня.
Состав комиссии подбирался с моим участием. В её состав были включены те, кто наиболее квалифицированно мог подойти к исследованиям вероятных причин неудачных пусков…
Со мной работали замечательные специалисты – ученый из 4 НИИ Михаил Михайлович Бордюков, начальник службы астрономо-геодезического обеспечения РВ Всеволод Георгиевич Дмитриевский, начальник кафедры гироскопических приборов академии Борис Иванович Назаров, бывший начальник заводской лаборатории завода им. М.В. Хруничева Анатолий Иванович Киселев со своими молодыми помощниками…
В результате был сделан и математически обоснован вывод о причинах отклонений ракет.
…начался аврал. На боевом дежурстве находилось уже несколько десятков ракет этого типа.
За сравнительно короткий срок были сделаны опытные работы и проведен проверочный пуск доработанной ракеты. Результаты подтвердил правильность принятого решения».— Генерал-полковник Г. Н. Малиновский.

## Труды
М. М. Бордюков — автор более 80 научных трудов в области динамики и моделирования систем управления ракет и баллистического обеспечения постановки на боевое дежурство ракетных комплексов. Некоторые из «открытых» работ, написанных единолично или в соавторстве, дают представление о круге его обязанностей и интересов в профессиональной области:
1. М. М. Бордюков, В. Н. Крюков, А. Д. Левин. Перспективы использования астрокоррекции в системах управления. / Труды ВИКИ им. А. Ф. Можайского. — 1976;
2. М. М. Бордюков. Моделирование динамики ракет-носителей космических аппаратов. — В сборнике «Динамика космических аппаратов и исследование космического пространства». / Под редакцией Г. А. Тюлина. — Москва, Машиностроение, 1986. — 271 с.;
3. М. М. Бордюков. Проблемные вопросы испытаний программного обеспечения. / Труды 4 ЦНИИ. — 1989;
4. В. В. Василенко, М. М. Бордюков, А. И. Прокудин. Совместные работы НИИ-4 и КБ «Южное» по повышению боевой мощи Ракетных войск стратегического назначения. / Журнал «Космонавтика и ракетостроение», № 3 (64), 2011.

Кроме научных работ, Михаил Михайлович публикует статьи об истории становления и проблемах современного состояния военной науки, пишет публицистические работы:
- М. М. Бордюков. Компьютерная юность; [8]
- В. З. Дворкин, В. В. Остроухов, М. М. Бордюков. НИИ экспериментов. Реформаторский зуд достиг пика; [9]
- Э. В. Алексеев, М. М. Бордюков, В. З. Дворкин, В. Н. Карпов, Ю. М. Кузменко, В. В. Остроухов. Нагромождение абсурда. [10]